# Жан Святек
Жан (Ян) Святек (фр. Jean Swiatek, 11 грудня 1921, Душники-Здруй — 17 травня 2017, Таланс) — французький футболіст польського походження, що грав на позиції захисника за «Бордо» та національну збірну Франції.
Чемпіон Франції. 

## Клубна кар'єра
Народжений у Польщі Ян Святек зростав у Франції, де змінив ім'я на Жан. У дорослому футболі дебютував 1938 року виступами за аматорську команду «Блено». 
Після звільнення Франції від німецької окупації 1944 року приєднався до вищолігового «Бордо», у складі якого і провів наступні десять сезонів своєї ігрової кар'єри. Більшість часу, проведеного у складі «Бордо», був основним гравцем захисту команди. 1950 року виборов із нею титул чемпіона Франції.
Згодом у 1954—1958 пограв за аматорські «ЕСА Брів-ля-Гельярд» та «СК Анжер'єн», після чого остаточно завершив ігрову кар'єру.

## Виступи за збірну
1944 року дебютував в офіційних матчах у складі національної збірної Франції. Протягом наступних семи років нерегулярно викликався до її лав, провівши у її формі загалом п'ять матчів.
Помер 17 травня 2017 року на 96-му році життя в Талансі.
| Дата       | Місто    | Господарі | Результат | Гості      | Турнір           | Голи | Примітки |
| ---------- | -------- | --------- | --------- | ---------- | ---------------- | ---- | -------- |
| 24-12-1944 | Париж    | Франція   | 3 – 1     | Бельгія    | товариський матч | -    |          |
| 26-5-1945  | Лондон   | Англія    | 2 – 2     | Франція    | товариський матч | -    |          |
| 23-3-1947  | Коломб   | Франція   | 1 – 0     | Португалія | товариський матч | -    |          |
| 3-5-1947   | Лондон   | Англія    | 3 – 0     | Франція    | товариський матч | -    |          |
| 4-6-1950   | Брюссель | Бельгія   | 4 – 1     | Франція    | товариський матч | -    |          |
| Усього     |          | Матчів    | 5         |            | Голів            | 0    |          |

## Титули і досягнення
- Чемпіон Франції (1):

«Бордо»: 1949-1950